# Onthophagus changshouensis
Onthophagus changshouensis là một loài bọ cánh cứng trong họ Bọ hung (Scarabaeidae).